# Rosine (Kentucky)
Rosine ( /r oʊ ˈ z iː n / ) est une communauté non constituée en société du comté de l'Ohio, Kentucky, États-Unis . Bill Monroe, le père du Bluegrass, est enterré dans le bourg et commémoré par un disque en bronze moulé apposé sur la grange où sa musique reste vivante. La communauté a été nommée d'après le nom de plume de Jenny Taylor McHenry, poète et épouse du fondateur Henry D. McHenry. Le code postal est 42370 et l'indicatif régional est 270. Les villes les plus proches sont Horse Branch et Beaver Dam ; et les grandes villes les plus proches sont Owensboro et Bowling Green. La communauté se trouve à une altitude de 429 pieds. À une certaine époque, Rosine était une communauté prospère avec plusieurs magasins, une école, une usine de cornichons et une fabrique de batte qui produisait des battes bruts pour l'usine de battes de Louisville Slugger.

## Écoles
Il n'y a pas d'école à Rosine, donc les élèves de Rosine fréquentent l'école élémentaire Horse Branch, l'école intermédiaire du comté de l'Ohio et l'école secondaire du comté de l'Ohio. Les écoles privées à proximité comprennent la Sugar Grove Christian Academy et l'Ohio County Christian Academy. Les collèges et universités les plus proches se trouvent à Owensboro.

## Routes principales
La Route 62 américaine passe par Rosine. La ville est au nord de la Western Kentucky Parkway et à l' est de l ' Interstate 165 .

## Musique Bluegrass
Chaque vendredi soir, toute l'année, des musiciens convergent vers la ville de Rosine pour jouer de la musique Bluegrass. Les musiciens jouent dans la petite épicerie, à l'extérieur, et dans un spectacle hebdomadaire dans la grange à côté. Un festival annuel de Bluegrass a lieu dans le village et un autre festival annuel a lieu près de Jerusalem Ridge, où Monroe est né. Les frères musiciens de Bill, Birch Monroe et Charlie Monroe, étaient également de Rosine. En mai 2017, le terrassement pour la construction du musée Bill Monroe a débuté. Il y a aussi le magasin Bluemoon situé sur l'autoroute 62E à Rosine.
- Magasin général et grange de la Rosine, lieu patrimonial inscrit
- Bill Monroe Museum, sur les débuts de la musique bluegrass